# خوسيه لويس غونزاليس تشاينا
خوسيه لويس غونزاليس تشاينا (بالإسبانية: José Luis González China)‏ هو مدرب كرة قدم ولاعب كرة قدم مكسيكي، ولد في 3 يونيو 1966 في مدينة مكسيكو في المكسيك. شارك مع منتخب المكسيك لكرة القدم. أما مع النوادي، فقد لعب مع أتلانتي إف سي وتيبورونيس روخوس دي فيراكروز وكلوب ليون ونادي أطلس.

## وصلات خارجية
- خوسيه لويس غونزاليس تشاينا على موقع قاعدة بيانات كرة القدم.إي يو (الإنجليزية)
- خوسيه لويس غونزاليس تشاينا على موقع ناشيونال فوتبول تيمز (الإنجليزية)